# Natalie Madueño
Natalie Wolfsberg Madueño (* 7. November 1987 in Kopenhagen) ist eine dänische Schauspielerin.

## Leben
Ihren erste Filmrolle hatte Madueño 2006 in dem dänischen Filmdrama Råzone (engl. Life Hits) von Christian E. Christiansen. Von 2010 bis 2014 wurde sie an der Statens Scenekunstskole in Kopenhagen zur Schauspielerin ausgebildet. 2016 verkörperte sie in dem Historienfilm Satisfaction 1720 von Henrik Ruben Genz die Rolle der Leonora Ployart. International bekannt wurde sie für Rollen in verschiedenen Scandic-Noir-Produktionen. So war sie 2016 in den ersten zwei Staffeln der dänischen Wirtschaftskrimi-Fernsehserie Follow the Money in einer Hauptrolle zu sehen. Während Madueño für die Rolle der Claudia gecastet wurde, studierte sie an der Danish National School of Performing Arts. 2016 wurden sie beim dänischen Filmpreis Lauritzen Fonden mit dem Nachwuchspreis Believe In You Award ausgezeichnet. In Krieger spielte sie 2018 in drei Folgen mit. 2019 spielte sie in The Rain über zwölf Folgen die Rolle der Fie. In Darkness – Schatten der Vergangenheit übernahm sie Rolle der Profilerin Louise Bergstein. Die zweite Staffel wurde 2022 auf Arte unter dem Titel Blinded – Schatten der Vergangenheit veröffentlicht.
Ihr Nachname stammt von ihrem spanischen Vater.

## Filmografie
- 2006: Råzone
- 2014: Lev stærkt
- 2015: Steppeulven
- 2016: Satisfaction 1720 (Tordenskjold & Kold)
- 2016: Swinger
- 2016: Follow the Money (Bedrag, Fernsehserie, 20 Folgen)
- 2017: Hamlet på Kronborg (Fernsehfilm)
- 2018: Krieger (Kriger, Fernsehserie, 3 Folgen)
- 2018: Wonderful Copenhagen
- 2018: Von Liebe und Krieg (I krig & kærlighed)
- 2018: Petra
- seit 2019: Darkness – Schatten der Vergangenheit (Den som dræber – Fanget af mørket, Fernsehserie, 24 Folgen)
- 2019–2020: The Rain (Fernsehserie, 12 Folgen)
- 2023: Die Beschwerde (Sammen er du mere, Kurzfilm)